# Buonanotte... avvocato!
Buonanotte... avvocato! è un film del 1955, diretto da Giorgio Bianchi e interpretato da Alberto Sordi.
Si tratta di un remake del film L'avventuriera del piano di sopra (1941) di Raffaello Matarazzo ed interpretato da Vittorio De Sica, Clara Calamai e Carlo Campanini.

## Trama
Alberto è un mediocre avvocato, dotato di buona dialettica ma incapace di vincere anche cause facilissime. È sposato con Clara, ma durante le assenze di lei, spesso impegnata in opere di carità e in pellegrinaggi religiosi con un comitato di dame dell'alta società, Alberto non disdegna di frequentare locali notturni col suo amico e collega Vittorio e di concedersi delle distrazioni con altre donne.
Una sera, approfittando di una partenza della moglie, Alberto decide di organizzare una serata con Vittorio e delle ragazze compiacenti, ma improvvisamente gli piomba in casa una bellissima sconosciuta di nome Bianca Maria. La donna afferma di essere l'inquilina del piano superiore e di avere appena litigato con suo marito Franco, morbosamente geloso.
Alberto, attratto dalla possibilità di avere un'avventura, invita Bianca Maria a trattenersi; la donna accetta, rifiutando peraltro di concedersi e chiudendosi a chiave in camera, lasciando Alberto a dormire sul divano.
La mattina dopo Alberto scopre che Bianca Maria è scomparsa e che dalla sua scrivania mancano 200.000 lire. Dopo aver preso informazioni sulla donna, che crede una ladra, insieme a Vittorio si reca nella villa di campagna della madre di lei e, dopo averla trovata, le richiede indietro i soldi. Bianca Maria, credendosi vittima di un ricatto, finisce per dare con disprezzo 200.000 lire ad Alberto.
Il giorno dopo Clara ritorna a casa e spiega casualmente al marito di aver nascosto i soldi in un posto più sicuro. Alberto, imbarazzato per aver sospettato della bella sconosciuta, torna alla sua villa per scusarsi e restituirle il denaro. Capitano lì anche Clara e Franco, entrambi spinti dalla gelosia, e sorprendono i rispettivi coniugi in un atteggiamento apparentemente colpevole.
Ma Alberto, in un lampo di genio si definisce avvocato della donna e sfruttando le sue capacità oratorie, pronuncia una sorta di arringa che discolpa sé stesso e soprattutto Bianca Maria, esente da qualunque colpa e vittima della gelosia del marito a tal punto da suggerirle la separazione. Tutto si chiarisce e tutto finisce bene (anche Vittorio si fidanza con Marilina, la sorella di Bianca Maria), ma per maggior sicurezza Clara decide di portare Alberto con sé nel successivo pellegrinaggio.